# 드라기샤 비니치
드라기샤 비니치 (1961년 10월 20일 ~ )는 세르비아계 전 축구 선수이다. 유고슬라비아 축구 국가대표팀 선수로 3 경기에 출전하여 1 골을 기록하였다.

## 통계
| 유고슬라비아 | 유고슬라비아 | 유고슬라비아 |
| 연도         | 출전         | 골           |
| ------------ | ------------ | ------------ |
| 1990         | 1            | 0            |
| 1991         | 2            | 1            |
| 합계         | 3            | 1            |